# Synema haenschi
Synema haenschi är en spindelart som beskrevs av Dahl 1907. Synema haenschi ingår i släktet Synema och familjen krabbspindlar. Inga underarter finns listade i Catalogue of Life.